# Acaena myriophylla
Acaena myriophylla är en rosväxtart som beskrevs av John Lindley. Acaena myriophylla ingår i släktet taggpimpineller, och familjen rosväxter. Inga underarter finns listade i Catalogue of Life.